# Fáscia de Scarpa
A fáscia de Scarpa é a camada membranosa profunda (estrato membranoso), da fáscia superficial do abdômen. É uma camada da parede abdominal anterior. É encontrado profundamente na fáscia de Camper e superficial no músculo oblíquo externo .

## Estrutura
É mais fina, tem um caráter mais membranoso do que a fáscia superficial de Camper e contém uma quantidade considerável de fibras elásticas alaranjadas.
É frouxamente conectada pelo tecido areolar à aponeurose do músculo oblíquo externo, mas na linha média é mais intimamente aderente à linea alba e à sínfise púbica e prolonga-se no dorso do pênis, formando o ligamento fundiforme; acima, é contínua com a fáscia superficial sobre o resto do tronco; inferiormente, é contínua com a fáscia de Colles do períneo; no entanto, ele não se estende para a coxa, apenas se une à fáscia, conhecida como fáscia lata; medialmente e abaixo, continua sobre o pênis e o cordão espermático até o escroto, onde ajuda a formar os dartos.
A partir do escroto, pode ser rastreada para trás em continuidade com a camada profunda da fáscia superficial do períneo (fáscia perineal superficial ou fáscia de Colles).
Na fêmea, continua até a labia majora e de lá para a fáscia de Colles.

## História
É nomeado para o anatomista italiano Antonio Scarpa. Sua descrição da fáscia superficial membranosa é vaga em sua monografia de hérnia de 1809. As ilustrações em tamanho natural incluídas por Scarpa não identificam a camada, embora algumas mostrem todas as outras camadas anatômicas da parede abdominal na região inguinal. Uma descrição provável da fáscia está no texto que discute hérnia femoral (chamada crural) no homem. Scarpa descreve que "abaixo da pele" encontramos "uma camada de substância condensada que forma a segunda cobertura da hérnia", que adere à "aponeurose da fáscia lata". Um pouco mais tarde, ele descreve essa camada como membranosa e acredita que ela tem um papel em conter essa hérnia específica. Em 1810, Abraham Colles descreveu métodos detalhados de dissecção para expor a fáscia superficial membranosa no abdome inferior e na região inguino-perineal, incluindo o pênis e o escroto. Colles associou claramente a limitação subcutânea do extravasamento de urina de uma uretra rompida com os anexos da fáscia superficial membranosa a estruturas mais profundas.

## Significado clínico
Acredita-se que a crença de Scarpa de que a fáscia impede a formação de hérnias não seja verdadeira hoje. Alguns anatomistas sugerem que a fáscia superficial membranosa é o andaime que liga a pele às estruturas mais profundas, para que a pele não ceda com a gravidade, mas ainda se estica à medida que o corpo flexiona ou muda de forma com o exercício. A ligação da fáscia a camadas mais profundas confina o fluido que pode ter vindo de dentro do corpo em certas doenças, dando origem a sinais clínicos, como ruptura da uretra observada por Colles e hematomas no sinal de Cullen ou no sinal de Gray-Turner.